# 8911 Кавагутідзун
8911 Кавагутідзун (8911 Kawaguchijun) — астероїд головного поясу, відкритий 17 грудня 1995 року.
Тіссеранів параметр щодо Юпітера — 3,235.